# Hvor er Pelle?
Hvor er Pelle? er en dansk stumfilm fra 1913, der er instrueret af Christian Schrøder efter manuskript af A.V. Olsen.

## Handling
Denne artikel mangler et handlingsreferat. Hjælp os med at skrive det.

## Medvirkende
- Frederik Buch - Pimpesen
- Olga Svendsen - Fru Pimpesen
- Lauritz Olsen - Klinkerup, Pimpesens ven
- Axel Boesen - Betjent
- Carl Petersen - Betjent